# Veriko Tchumburidze
Veriko Tchumburidze o Veriko Çumburidze (Adana, 20 d'abril de 1996) és una violinista turca, d'origen georgià,
Tchumburidze inicià els seus estudis de música als quatre anys al Conservatori Estatal de la Universitat de Mersin, a Mersin, prop d'Adana, on va néixer. Veriko és filla de Lily Tchumburidze, professora de música al mateix conservatori.
Veriko Tchumburidze guanyà el Primer Premi en el Concurs Internacional de Violí Wieniawski 2016, a Poznań, Polònia. Va participar en aquest concurs com a part del projecte "Músics joves en escenes del món" (turc: Dünya Sahnelerinde Genç Müzisyenler) de Güher i Süher Pekinel.